# Lijst van Tsjechische ministers van Financiën
Dit is een lijst van ministers van Financiën van de Tsjechische Republiek.

## Ministers van Financiën van Tsjechië (1993–heden)
| Minister van Financiën      | Minister van Financiën | Minister van Financiën    | Ambtstermijn     | Ambtstermijn     | Partij(en)                 | Premier(s)                   | Kabinet(ten)  |
| --------------------------- | ---------------------- | ------------------------- | ---------------- | ---------------- | -------------------------- | ---------------------------- | ------------- |
|                             |                        | Ivan Kočárník (1944)      | 1 januari 1993   | 3 juni 1997      | ODS                        | Václav Klaus (1993–1997)     | V. Klaus I    |
| V. Klaus II                 |                        | Ivan Kočárník (1944)      | 1 januari 1993   | 3 juni 1997      | ODS                        | Václav Klaus (1993–1997)     |               |
|                             | Ivan Pilip             | Ivan Pilip (1963)         | 3 juni 1997      | 17 juli 1998     | ODS                        | Václav Klaus (1993–1997)     |               |
| ODS (1997–98)               | Ivan Pilip             | Ivan Pilip (1963)         | 3 juni 1997      | 17 juli 1998     | Josef Tošovský (1997–1998) | Tošovský                     |               |
|                             | Ivan Pilip             | Ivan Pilip (1963)         | 3 juni 1997      | 17 juli 1998     | Josef Tošovský (1997–1998) | Tošovský                     | US-DEU (1998) |
|                             |                        | Ivo Svoboda (1948–2017)   | 17 juli 1998     | 20 juli 1999     | ČSSD                       | Miloš Zeman (1998–2002)      | Zeman         |
|                             | Pavel Mertlík          | Pavel Mertlík (1961)      | 20 juli 1999     | 12 april 2001    | ČSSD                       | Miloš Zeman (1998–2002)      | Zeman         |
|                             | Jiří Rusnok            | Jiří Rusnok (1960)        | 12 april 2001    | 12 juli 2002     | ČSSD                       | Miloš Zeman (1998–2002)      | Zeman         |
|                             | Bohuslav Sobotka       | Bohuslav Sobotka (1971)   | 12 juli 2002     | 16 augustus 2006 | ČSSD                       | Vladimír Špidla (2002–2004)  | Špidla        |
| Stanislav Gross (2004–2005) | Bohuslav Sobotka       | Bohuslav Sobotka (1971)   | 12 juli 2002     | 16 augustus 2006 | ČSSD                       | Gross                        |               |
| Jiří Paroubek (2005–2006)   | Bohuslav Sobotka       | Bohuslav Sobotka (1971)   | 12 juli 2002     | 16 augustus 2006 | ČSSD                       | Paroubek                     |               |
|                             |                        | Vlastimil Tlustý (1955)   | 16 augustus 2006 | 9 january 2007   | ODS                        | Mirek Topolánek (2006–2009)  | Topolánek I   |
|                             | Miroslav Kalousek      | Miroslav Kalousek (1960)  | 9 january 2007   | 9 mei 2009       | KDU-ČSL                    | Mirek Topolánek (2006–2009)  | Topolánek II  |
|                             |                        | Eduard Janota (1952–2011) | 9 april 2009     | 28 juni 2010     | O                          | Jan Fischer (2009–2010)      | Fischer       |
|                             | Miroslav Kalousek      | Miroslav Kalousek (1960)  | 28 juni 2010     | 25 juni 2013     | TOP 09                     | Petr Nečas (2010–2013)       | Nečas         |
|                             | Jan Fischer            | Jan Fischer (1951)        | 25 juni 2013     | 17 januari 2014  | O                          | Jiří Rusnok (2013–2014)      | Rusnok        |
|                             | Andrej Babiš           | Andrej Babiš (1954)       | 17 januari 2014  | 24 mei 2017      | ANO                        | Bohuslav Sobotka (2014–2017) | Sobotka       |
|                             | Ivan Pilný             | Ivan Pilný (1944)         | 24 mei 2017      | 6 december 2017  | ANO                        | Bohuslav Sobotka (2014–2017) | Sobotka       |
|                             | Alena Schillerová      | Alena Schillerová (1964)  | 6 december 2017  | 28 november 2021 | O                          | Andrej Babiš (2017–2021)     | Babiš I       |
| Babiš II                    | Alena Schillerová      | Alena Schillerová (1964)  | 6 december 2017  | 28 november 2021 | O                          | Andrej Babiš (2017–2021)     |               |
|                             | Zbyněk Stanjura        | Zbyněk Stanjura (1964)    | 28 november 2021 | heden            | ODS                        | Petr Fiala (2021–heden)      | Fiala         |